# Kapelle Sophienhof

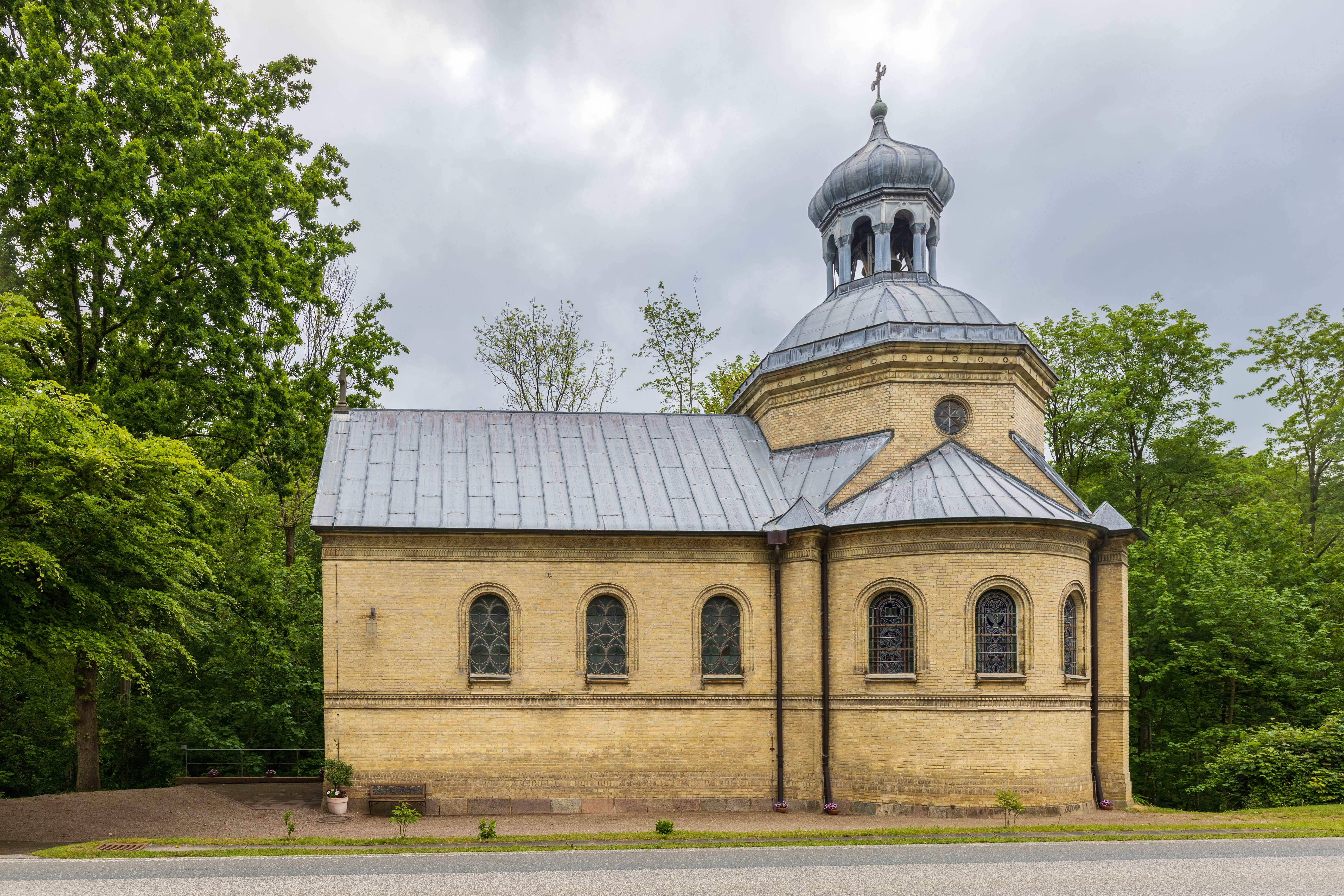
Seitenansicht

Die Kapelle Sophienhof ist eine Kapelle im Schellhorner Ortsteil Sophienhof in der Nähe von Preetz in Schleswig-Holstein. Sie liegt direkt an der ehemaligen B 76.

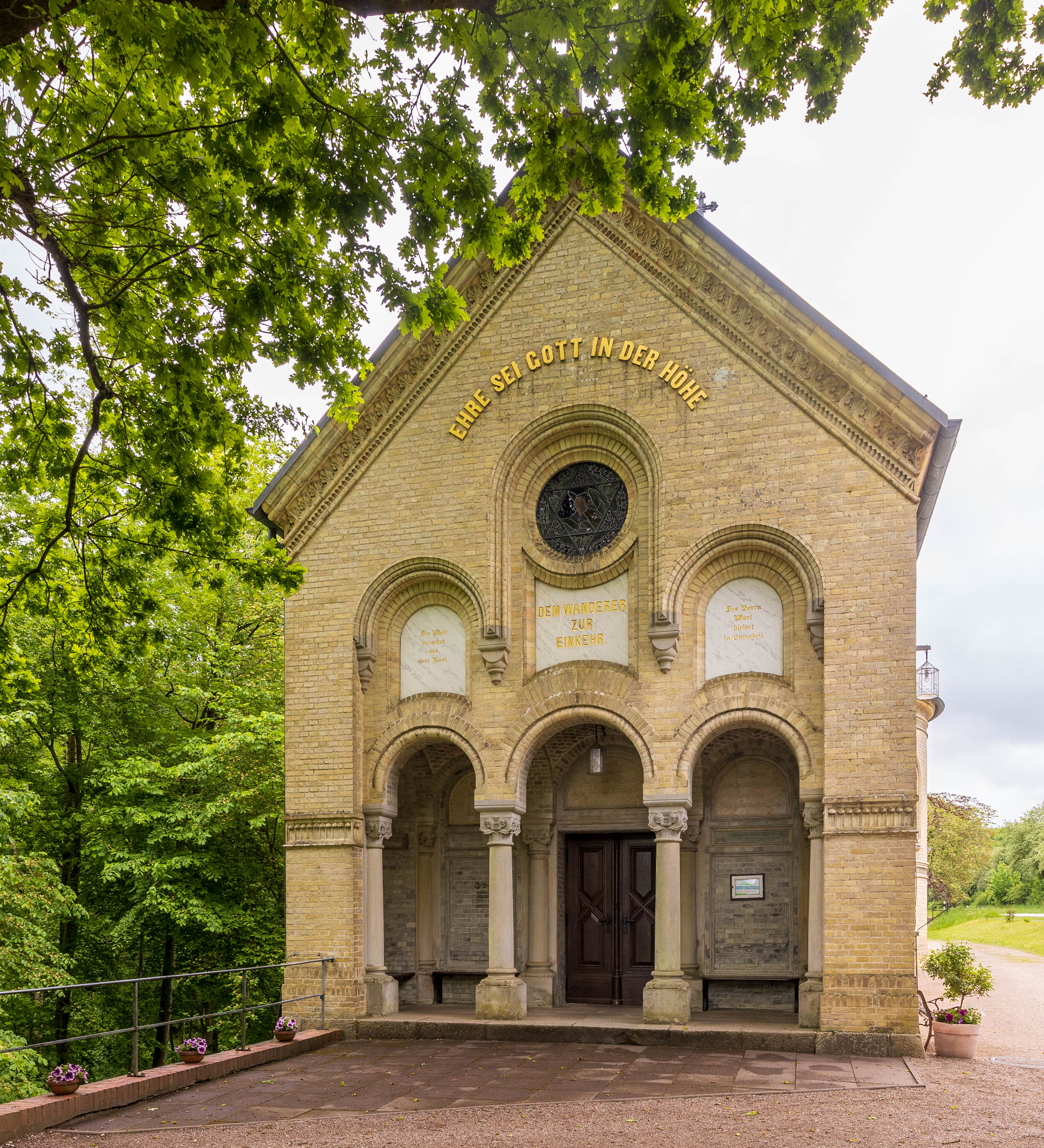
Die Kapelle Sophienhof aus Norden

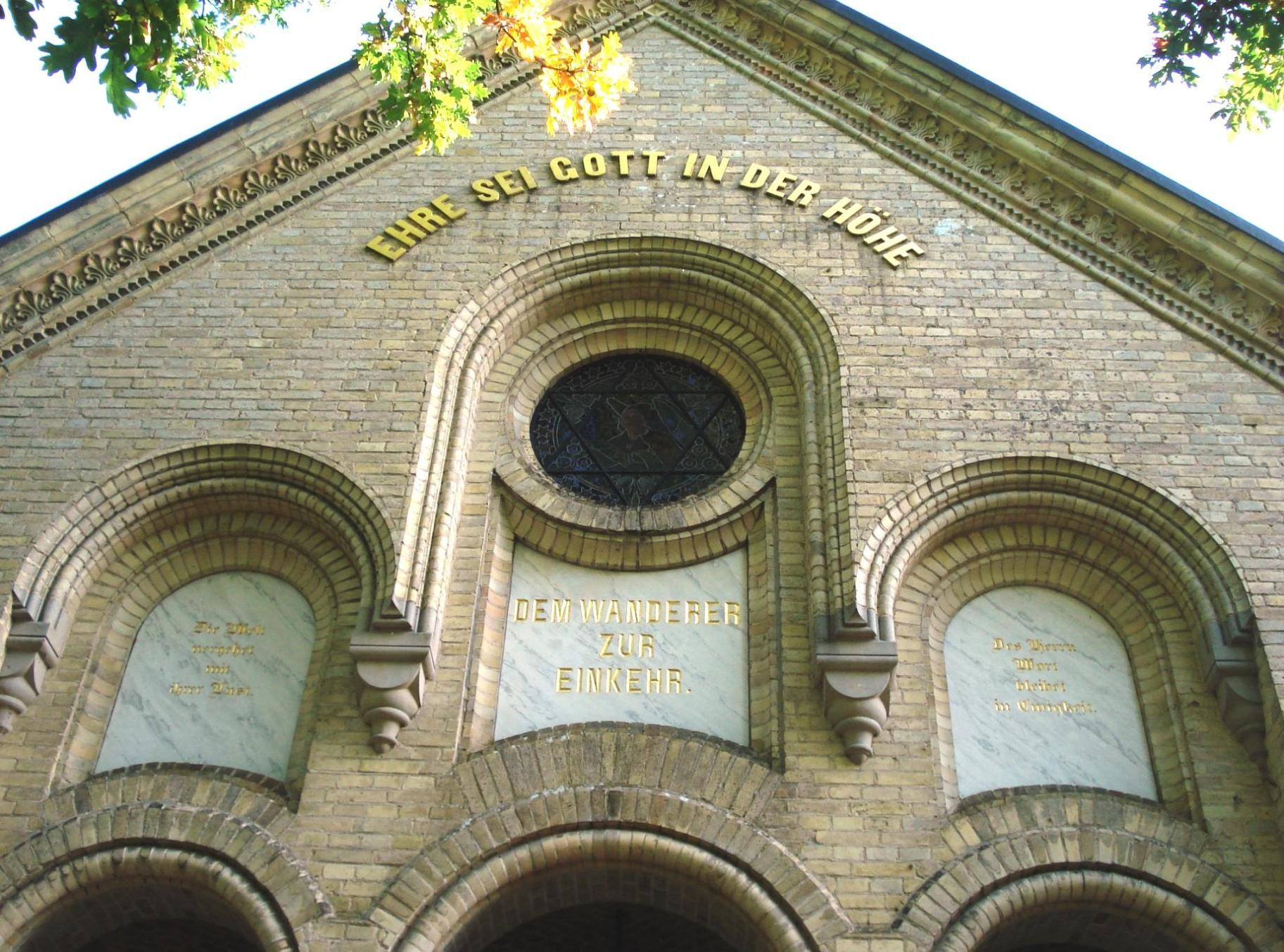
Der Giebel der Kapelle Sophienhof – mit den Inschriften (oben) EHRE SEI GOTT IN DER HÖHE (Lk 2,14) und (darunter – von links): Die Welt vergehet mit ihrer Lust (1. Joh 2,17); DEM WANDERER ZUR EINKEHR & Des Herren Wort bleibt in Ewigkeit (Jesaja 40,8b)

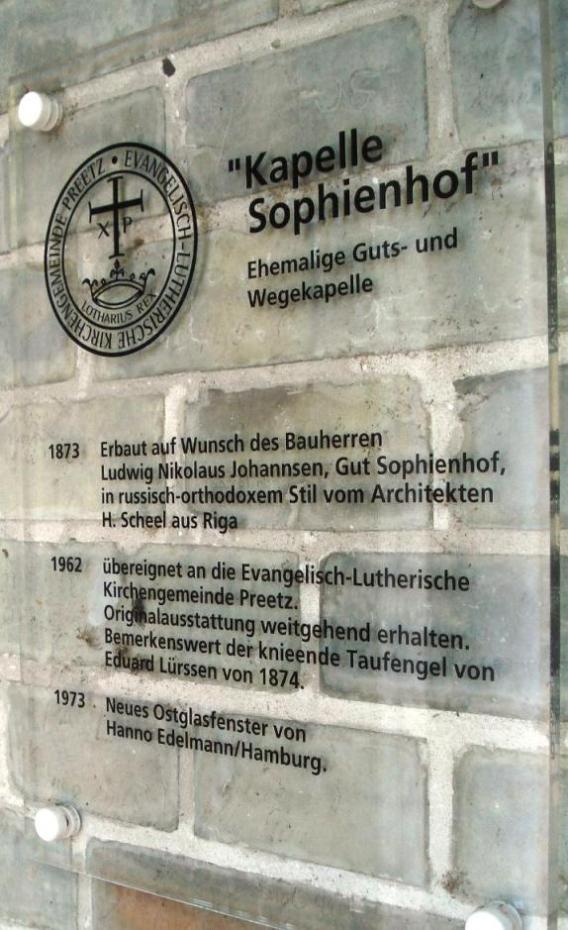
Informationstafel an der Kapelle Sophienhof

Die Kapelle wurde 1873 im byzantinischen Rundbogenstil errichtet, wie er in der russisch-orthodoxen Kirche üblich ist. Der Lübecker Kaufmann Nikolaus Johanssen, Besitzer des Gutes Sophienhof, ließ die Kapelle von dem Rigaer Architekten Heinrich Carl Scheel (1829–1909) erbauen – nach dem Vorbild der ihm über Handelsbeziehungen bekannten russischen Kirchen im Baltikum. Daneben diente auch die russische Kirche in Baden-Baden als Vorbild.
Der Eingangsbereich der Kapelle besteht aus einer Vorhalle mit drei offenen Arkadenbögen, über denen der Schriftzug „Ehre sei Gott in der Höhe“ und „Dem Wanderer zur Einkehr“ geschrieben steht. Der Zentralbau ist als Kleeblattchor angelegt, über dem eine Kuppel errichtet wurde. In der Mitte des Chores steht auf einem Marmorsockel ein Taufengel, der von Eduard Lürssen für die Kapelle erschaffen wurde.
1962 ging die Kapelle in den Besitz der evangelisch-lutherischen Kirchengemeinde Preetz über, die ebenso wie die Kieler Mennoniten die Kapelle etwa einmal im Monat für Gottesdienste nutzt. Unterhalb der Kapelle im gegenüberliegenden Abhang befindet sich das – später von dem Sohn des Architekten Scheele errichtete – Mausoleum der Familie Johanssen.
Die Kapelle steht unter Denkmalschutz und ist eine der Sehenswürdigkeiten des Rad- und Wanderweges Schusteracht.